# Charles Autrand
Pour les articles homonymes, voir Autrand.
Charles Autrand (né le 13 avril 1918 à Cavaillon et mort à Paris 19e le 7 octobre 1976) est un écrivain et poète français.

## Biographie
Poète, romancier, essayiste, Charles Autrand est aussi connu pour ses activités de revuiste. Après une enfance à Marseille, il s'installe à Alger. À dix-neuf ans, il publie son premier recueil de poèmes, "Enchères", et l'année suivante, il fonde avec Max-Pol Fouchet sa première revue poétique, "Mithra" qui, dès le numéro 3, change de nom pour devenir la revue "Fontaine".
Prisonnier en Allemagne durant la Seconde Guerre mondiale au camp de Fallingbostel (stalag XI-B), il y fonde en 1942 avec André Matton la revue "Le Temps Perdu", entièrement composée à la main, dont "Les Cahiers du Sud" firent l'éloge. Il est à noter aussi qu'il participa à la création des Éditions Charlot.
Poursuivant une carrière de publicitaire, il fondera encore, en 1947, "L'Envers et l'endroit", revue qui, disparue en 1949, accordait une grande place à la critique littéraire. De 1971 à 1976, Autrand anime et édite une nouvelle formule de "L'Envers et l'endroit" sous la forme de cahier bimestriel.
À partir de 1950, il codirige enfin la revue Soleil Noir-Positions.
Charles Autrand est un poète rare, proche des Amis de Rochefort et des auteurs de La Tour de feu.

## Œuvres poétiques
- Enchères (Charlot, 1937)
- Expérience de la nuit (Feuillets de l'îlot, 1938)
- L'eau des fleuves (Cahiers de Rochefort, 1943)
- Proverbes (Le temps perdu, 1947)
- Le sel des héros (Jeanne Saintier, 1947)
- Les mains futiles (L'Envers et l'endroit, 1948)
- Simples (Seghers, 1953)
- L'édificateur (Cahiers de Rochefort, 1953)
- L'inconfortable patience (La Tour de feu, 1961 - édition définitive : Poésie vivante, 1969)
- La peine de vivre (Saint-Germain-des-prés, 1969)
- Magazine (Rougerie, 1970)
- One way (Saint-Germain-des-prés, 1970)
- Proximité des origines (Encres Vives, 1970)
- L'enfant de cœur (Rougerie, 1970)
- Là comme une tache de sang (Millas-Martin, 1972)
- La laine et la lune (Rougerie, 1972)

Prix Roberge de l’Académie française en 1974
- Le sens de l'histoire (Fagne, 1973)
- Liquidation de la ville (Fagne, 1974)
- Le non-sens de l'histoire (Saint-Germain-des-prés, 1974)
- Le sens de l'histoire II (Fagne, 1975)

## Autres textes
- Thésée ou l'altruisme (récit, L'envers et l'endroit, 1950)
- Sept lettres à un jeune poète (essai, Le Soleil Noir, 1953)
- Hiéron ou l'indifférence (essai, Le Soleil Noir, 1952 - rééd. Poésie vivante)
- La Mort sans phrase (essai, Le Soleil Noir - Positions no 2, 1968)
- L'Obsession (roman, Losfeld, 1968)
- Le Cœur noir (essai, Caractères, 1971)
- Dédale (roman, Losfeld, 1972)
- Le Futur intérieur (roman, Losfeld, 1973)